# IMGT
주식회사 IMGT는 대한민국의 치료초음파를 이용한 약물 전달 기업이다. 집속초음파(FUS: Focused ultrasound) 기술으로 정확한 국소 타겟팅 가능, 비열적 치료방식에 의한 안전성, 암치료 진료 환경을 제공한다.

## 역사
2010년 서울대학교 의과대학 교수인 이학종 대표가 창업하였다. 2022년 8월 식품의약품안전처로부터 자체개발한 집속 초음파 의료기기 'IMD10'과 췌장암 선행요법제와 병행하는 치료법에 대한 임상시험계획(IDE)을 승인받았다. 2025년 항암 의료기기 IMD10시스템이 미국 식품의약국(FDA)으로부터 혁신의료기기 지정(BDD)을 승인받았다.